# Sitio Conte

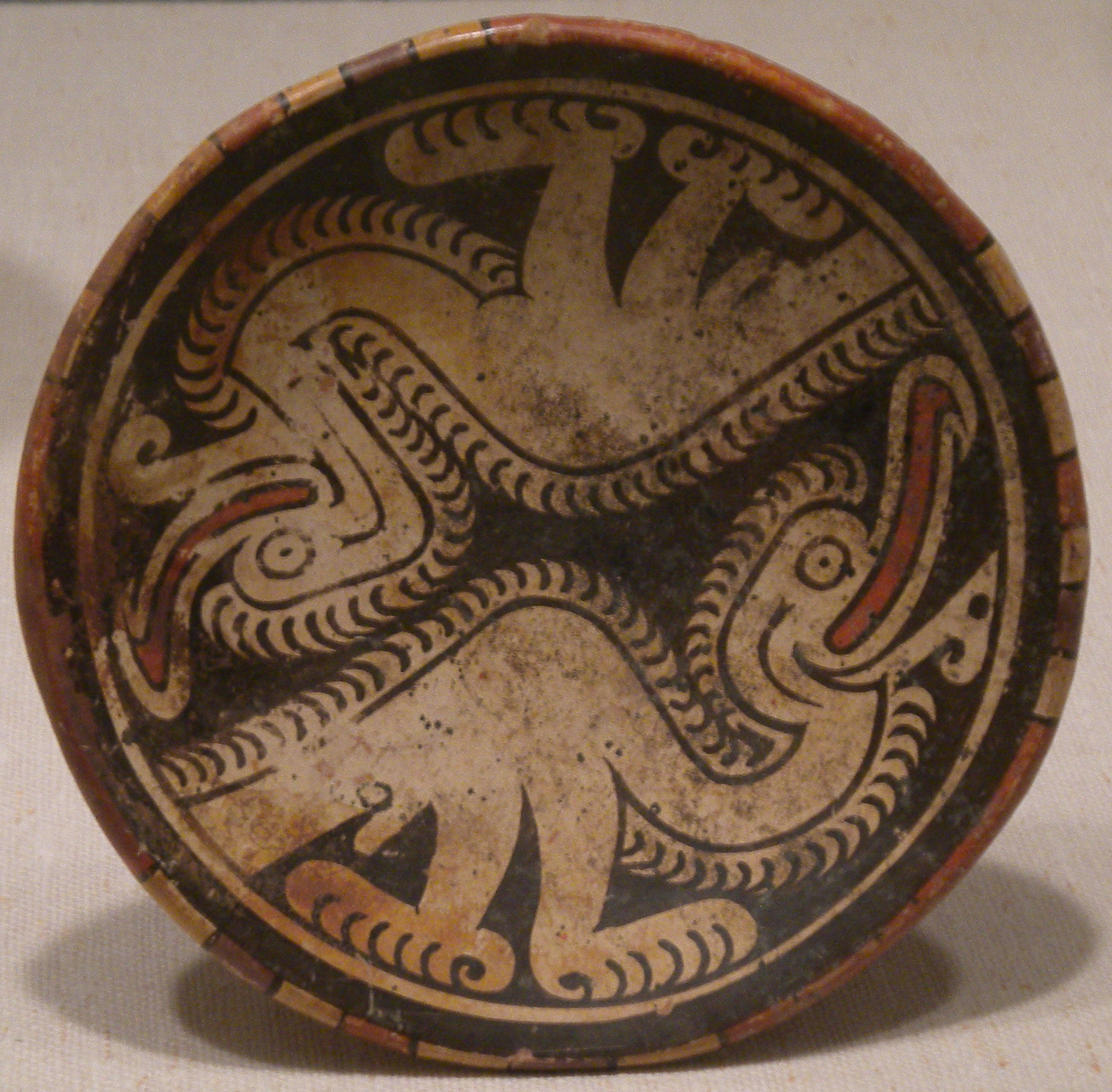
Placa de pedestal (- DC), recuperada en el sitio Conte. Cerámica polícroma, 6 pulgadas de alto. Colección del Museo Metropolitano de Arte, Nueva York

Sitio Conte es un sitio arqueológico en la provincia de Coclé en la República de Panamá, cerca de la bahía de Parita. Puede ser descrito como una necrópolis y un "paradigma de una sociedad jerarquizada o de jefatura”. Basándose en fechas de trabajos en oro y cerámica encontrados en el sitio, suele datarse entre los años 450-900 DC. Ya que el sitio ha permanecido intacto desde las últimas excavaciones en 1940, sus ruinas mortuorias son consideradas como un recurso crítico para los arqueólogos, ya que contribuyen a la interpretación de la dinámica social de la región entre los años 500-1500 DC.

## Organización del sitio
El sitio está ubicado en la ribera oriental del Río Grande de Coclé. Desde su centro, se expande al este, norte y sur a lo largo del río. Rodeando el sitio se encuentran llanuras y algunas pequeñas colinas. Al norte de Sitio Conte están las montañas Tabasará; al sur yace la bahía de Parita.
El elemento más significativo del sitio son las tumbas.  Los elementos arquitectónicos son poco numerosos e incluyen dos hileras de rocas verticales, largas, rústicamente talladas, que miden dos metros de altura. Estas eran asociadas con rocas más pequeñas con puntas planas, a las cuales el arqueólogo Samuel K. Lothrop se refiere como "altares".

## Breve historia
Es poco lo que se conoce sobre Sitio Conte y los individuos que yacen sepultados en el lugar. Varias teorías han sido formuladas sobre el sitio, algunas de las cuales consideran al sitio "residencia de verano" o cementerio común. Aquellos enterrados en las tumbas han sido identificados tanto como "familias nobles" así como "jefes y guerreros caídos en una batalla".
Los arqueólogos tienen bastante certeza de las fechas de uso del sitio. Estas han sido establecidas por el fechado de los trabajos en oro y cerámica encontrados en las tumbas. De estos artefactos se revela que el sitio fue utilizado desde aproximadamente 450 DC hasta el año 900. Alrededor de este año, el cementerio fue abandonado; sin embargo, los desechos domésticos hacen pensar que la ocupación del sitio continuó por más tiempo.

## Arqueología en Sitio Conte
Hacia el final del siglo XIX, el Río Grande cambió su curso, erosionando a través del límite oeste del sitio. En este proceso, cierto número de artefactos fueron llevados río abajo, los cuales fueron recolectados y vendidos más tarde. Algunos objetos fueron exhibidos por el gobierno panameño durante la inauguración del Canal de Panamá en 1915. En 1927, el río cambió su curso nuevamente, excavando más objetos.
En 1928, la familia Conte excavó un pozo, que reveló algunas de las grandes columnas de piedra que Lothrop más tarde documentó. Varios de estos objetos fueron llevados al Museo Peabody de la Universidad de Harvard, llamando la atención del entonces curador, Alfred M. Tozzer. Tozzer y Earnest A. Hooten visitaron el sitio ese mismo año e hicieron arreglos para excavar a nombre del Museo Peabody.
Fue en 1930, cuando iniciaron las excavaciones bajo la dirección del arqueólogo Henry Roberts, que Sitio Conte se convirtió en “el primer sitio en recibir estudio científico de campo en Panamá”. Roberts dirigió las excavaciones al siguiente año. En 1933, el Museo Peabody regresó bajo la dirección de Samuel K. Lothrop. Las tres temporadas de excavaciones del Peabody fueron exitosas, durante las cuales 59 tumbas fueron descubiertas, así como un gran número de objetor de oro y cerámicas policromas.
Al final de la década de 1930, la familia Conte solicitó al Museo Peabody retornar al sitio para realizar más excavaciones, solicitud que fue denegada por el director Donald Scott. En lugar de esto, se sugirió que J. Alden Mason del Museo Universitario en Filadelfia continuase las excavaciones. En 1940, Mason y sus colegas llevaron a cabo otra excavación exitosa, descubriendo 41 tumbas, las cuales contenían gran número de artículos. Esta fue la última excavación del sitio.
Las excavaciones tanto del Museo Peabody como del Museo Universitario han sido criticadas por la manera en que fueron dirigidas. La mayoría de las críticas apuntan a la decisión de los arqueólogos de omitir cualquier investigación estratigráfica en el sitio. Olga Linares percibió que “se sacrificó un buen control estratigráfico por conveniencia". Otros han criticado “tanto la falta de control sobre el registro de los artefactos, así como notas de campo poco claras”.

## Tumbas prominentes

### Tumba 1
La Tumba 1 es considerada una de las tumbas más prominentes desenterradas durante la excavación de Peabody. Es fechada entre 400-500 d. C. Aquellos individuos enterrados han sido interpretados como "un jefe y tres de sus sirvientes". El primer ocupante, "esqueleto 1", fue enterrado en posición sentada y profusamente adornado con objetos funerarios. Entre estos se cuentan: ocho vasos y 112 platos o tazones, todos los cuales estaban dispersos a lo largo del borde de la tumba.
También incluidos, cuentas de oro o tumbaga, pendientes, cinceles, un delantal de dientes caninos, dientes de ballena y costillas de manatí talladas con cubierta de oro, 1,700 cuentas de serpentina y varios fajos de espinas de manta raya. El "Esqueleto 2" también tenía varios de estos objetos, así como algunas hachas y cuchillos de piedra. Los esqueletos adicionales también tenían similares objetos funerarios, aunque en menor número.

### Tumba 5
Con fecha aproximada de 700-900 AD, la Tumba 5 contenía quince esqueletos y numerosos objetos. Sepultado en posición sentada, el esqueleto principal estaba originalmente colocado en una choza, la cual se encuentra muy deteriorada. Los objetos encontrados incluyen un pendiente de hueso de ballena, placas, un casco, objetos de oro. Además, distintas cerámicas y caparazones de tortuga.

### Tumba 26
Esta tumba es una de las más ricas en las excavaciones de Peabody. Contenía 22 esqueletos y fechas del mismo periodo que la tumba 5. El cadáver principal, el esqueleto 12, estaba en una posición sentada y fue encontrado en una choza hecha a mano. El suelo de la tumba era un conjunto de cerámicas, una losa de piedra y los restos de los ocupantes de la tumba. 
Algunos bienes de la tumba están asociadas al primer entierro incluyendo oro o placas de tumbaga, cadenas, rodilleras, collares, dientes de ballenas talladas y costillas de manatí, espinas de manta rallas y una esmeralda. De las 126 piezas de cerámica encontradas en la tumba 26, la mayoría están lineadas en las paredes de la tumba; incluyendo 36 recipientes con retratos y 90 platos de policromo. Los otros ocupantes sostenían algunos bienes de la tumba, incluyendo accesorios de oro para las orejas, que son asociadas con el esqueleto 8.

## El arte de Sitio Conte
La iconografía de las piezas de oro y cerámica en Sitio Conte reflejan un arte muy refinado. Mientras algunas figuras son representaciones abstractas de animales, otras parecen ser de naturaleza teriamórfica. Estas figuras aparecen mayormente en dos diseños básicos: individuales o pareados.
Las imágenes encontradas en las piezas de oro varían entre animales, tales como vampiros, venados, tiburones, reptiles, y figuras humanas. Se ha sugerido que la inclusión de estas piezas de oro y cerámica representasen el rango de los individuos a los cuales están asociados.

## Sitio Conte Hoy
Sitio Conte ha quedado no tocado por arqueólogos desde la única excavación de Mason en 1940. Actual dueño de la propiedad desconocido.